# PLD3
PLD3 (англ. Phospholipase D family member 3) – білок, який кодується однойменним геном, розташованим у людей на короткому плечі 19-ї хромосоми. Довжина поліпептидного ланцюга білка становить 490 амінокислот, а молекулярна маса — 54 705.
| 10         |  | 20         |  | 30         |  | 40         |  | 50         |
| ---------- |  | ---------- |  | ---------- |  | ---------- |  | ---------- |
| MKPKLMYQEL |  | KVPAEEPANE |  | LPMNEIEAWK |  | AAEKKARWVL |  | LVLILAVVGF |
| GALMTQLFLW |  | EYGDLHLFGP |  | NQRPAPCYDP |  | CEAVLVESIP |  | EGLDFPNAST |
| GNPSTSQAWL |  | GLLAGAHSSL |  | DIASFYWTLT |  | NNDTHTQEPS |  | AQQGEEVLRQ |
| LQTLAPKGVN |  | VRIAVSKPSG |  | PQPQADLQAL |  | LQSGAQVRMV |  | DMQKLTHGVL |
| HTKFWVVDQT |  | HFYLGSANMD |  | WRSLTQVKEL |  | GVVMYNCSCL |  | ARDLTKIFEA |
| YWFLGQAGSS |  | IPSTWPRFYD |  | TRYNQETPME |  | ICLNGTPALA |  | YLASAPPPLC |
| PSGRTPDLKA |  | LLNVVDNARS |  | FIYVAVMNYL |  | PTLEFSHPHR |  | FWPAIDDGLR |
| RATYERGVKV |  | RLLISCWGHS |  | EPSMRAFLLS |  | LAALRDNHTH |  | SDIQVKLFVV |
| PADEAQARIP |  | YARVNHNKYM |  | VTERATYIGT |  | SNWSGNYFTE |  | TAGTSLLVTQ |
| NGRGGLRSQL |  | EAIFLRDWDS |  | PYSHDLDTSA |  | DSVGNACRLL |  |            |

A: Аланін

C: Цистеїн

D: Аспарагінова кислота

E: Глутамінова кислота

F: Фенілаланін

G: Гліцин

H: Гістидин

I: Ізолейцин

K: Лізин

L: Лейцин

M: Метіонін

N: Аспарагін

P: Пролін

Q: Глутамін

R: Аргінін

S: Серин

T: Треонін

V: Валін

W: Триптофан

Кодований геном білок за функцією належить до гідролаз. 
Задіяний у таких біологічних процесах, як метаболізм ліпідів, деградація ліпідів. 
Локалізований у мембрані, ендоплазматичному ретикулумі.